# Кучерявченко, Кузьма Георгиевич
Кузьма Георгиевич Кучерявченко (29 декабря 1917 года – 24 апреля 1979 года) – командир отделения 200-го инженерно-саперного батальона (28-я инженерно-саперная бригада, 43-я армия), полный кавалер ордена Славы.

## Биография
Родился 29 декабря 1917 года в городе Старый Оскол (ныне Старооскольский городской округ).
В 1930 году окончил начальную школу, после чего работал кочегаром. В 1938 году был призван в Советскую Армию. Воевал на Западном, Калининском, 1-м Прибалтийском фронтах. Был трижды ранен.
28 января 1944 года, приказом по 43-й армии, К.Г. Кучерявченко был награжден орденом Славы 3-й степени за освобождение города Витебск. Орденом Славы 2-й степени награжден приказом по армии от 14 февраля 1945 года за бои на реке Неман. 26 июня 1945 года Указом Президиума Верховного Совета СССР сержант К.Г. Кучерявченко награжден орденом Славы 1-й степени за освобождение Восточной Пруссии. Был награжден также медалями «За отвагу» и «За оборону Москвы». Войну закончил в звании старшины.
После демобилизации в мае 1946 года К.Г. Кучерявченко вернулся в Старый Оскол. Много лет работал в железнодорожном цехе Стойленского рудоуправления. Умер 24 апреля 1979 года.

## Награды
- Орден Славы I степени (1945)
- Орден Славы II степени (1945)
- Орден Славы III степени (1944)
- Медаль "За отвагу" (1943)
- Медаль "За оборону Москвы"